# Ruská pravda

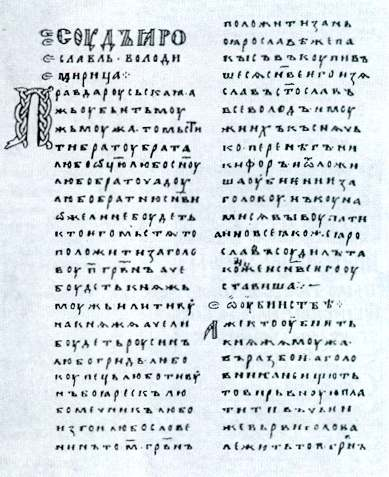

Ruská pravda (starorusky Правда рѹсьскаꙗ nebo Правда рускаа - ruské právo) představuje komplex nejstarších zákonů profánního charakteru, dochovaných na Kyjevské Rusi. Vznik Ruské pravdy se datuje do 11.–12. století a je nejčastěji rozdělována na dva základní celky, které se nazývají Krátká pravda a Obšírná pravda. Celý text je napsaný ve slovanském jazyce. Ruská pravda měla značný vliv na západní a severní Rusi, přičemž se dále rozvíjela v Novgorodu, Pskově, Smolensku, Litevském velkoknížectví a na severovýchodní Rusi. Ze všech slavných památek XI století. se specifické rysy ukrajinského jazyka většinou projevily právě v Ruské pravdě.
Ruská pravda obsahuje normy, které upravují několik základních oblastí právního života: násilné činy, majetkové právo a sociální vztahy.
Podstatnou součástí tohoto zákoníku je staré obyčejové právo. Ruská pravda byla inspirována byzantským církevním zákonem Nomokánonem a téměř nezná trest smrti. Tělesné tresty ukládá jen výjimečně a to pouze v případech, kde je připouštěl byzantský Nomokánon. Ruská pravda ukládala převážně jen peněžní tresty, ale dovolovala také, aby žalobce a žalovaný bojovali o svou pravdu ve sporu.
Ruská pravda představuje významný historický pramen pro poznání společnosti Kyjevské Rusi.

## Redakce Ruské pravdy
Dochovalo se velké množství různých opisů Ruské pravdy. Tyto opisy se mezi sebou značně liší a dosvědčují fakt, že existovalo mnoho redakcí Ruské pravdy, které historici až dodatečně rozdělili do tří etap. Tyto tři redakce se nazývají Krátká pravda, Obšírná pravda a Zkrácená pravda.

### Krátká pravda
Krátká pravda vznikla na počátku 11. století a její nejstarší opisy pocházejí z 15. století. Dochovaly se pouze dva, které se nazývají Akademický a Archeografický. Další opisy pocházejí až z 18. století.
Krátkou pravdu je možné rozdělit na následující čtyři části: Nejstarší pravda, Pravda Jaroslavičů, Zákon o virách, Opatření o stavitelích mostů.
Nejstarší pravda obsahuje články 1 – 17 a vznikla za vlády Jaroslava Moudrého, Pravda Jaroslavičů obsahuje články 18 – 41 a navazuje na Nejstarší pravdu a doplňuje ji. Tyto dva celky obsahují právní normy, kde jsou stanoveny pokuty a tresty. Součástí krátké pravdy jsou také dvě zvláštní ustanovení – Zákon o virách (článek 42) a Opatření o stavitelích mostů (článek 43). Tato dvě ustanovení obsahovala normy týkající se odměn pro soudní úředníky za výběr pokut a soudních poplatků a plateb stavitelů mostů. Vznik krátké pravdy je spojován s Jaroslavem Moudrým a jeho syny.

### Obšírná pravda
Druhá redakce Ruské pravdy, která se nazývá Obšírná pravda, byla vytvořena na přelomu 11. a 12. století. Dochovalo se velké množství opisů tohoto textu, které se rozdělují do tří skupin: Sinodálně-Trojická (obsahuje 75 exemplářů), Puškinovská (6 exemplářů) a Karamzinovská (13. exemplářů).
Obšírná pravda je tvořena tzv. Soudem Jaroslava Vladimiroviče, přičemž tato část  je obsahově velmi podobná Pravdě Jaroslavičů z Krátké pravdy. Tento text byl následně doplněn za vlády Vladimíra II. Monomacha, kdy byla obšírná pravda podstatně rozšířena o ustanovení, týkající se závislých osob (např. otroků). Obšírná pravda zdroj starověkého ruského práva se složitou strukturou. Obsahuje jak normy Krátké redakce, tak i řadu dalších právních ustanovení, celkem tedy 121 článků. Soud Jaroslava obsahuje články 1 – 52 a Ustav Vladimíra Monomacha obsahuje články 53 – 121).

### Zkrácená pravda
Zkrácená pravda se dochovala ve dvou opisech (opis Tolstovského z poloviny 17. století a opis Obolenského z druhé poloviny 17. století). Vychází z prvních dvou redakcí, přičemž byly odstraněny především ty právní normy předchozích  redakcí, které se v 17. století staly zastaralými. Zkrácená pravda byla upravena podle potřeb soudní praxe tehdejší doby. Zkrácená pravda pravděpodobně pochází z období 15. a 16. století, kdy byla vytlačena reformami Ivana IV. Hrozného.

## Právní systém podle Ruské pravdy
Před vytvořením Ruské pravdy existoval právní systém typický pro nefeudální společnost, který se v rusko-byzantských smlouvách nazýval Zákonem ruským. Jednalo se o právo, které se na Rusi vytvářelo v průběhu několika staletí. Tyto právní normy byly následně přejaty nejenom do Pravdy Jaroslavovy, ale i do Pravdy Jaroslavičů a Obšírné redakce Ruské pravdy. Na konci 9. století a začátku 10. století vznikalo raně feudální právo, začaly se omezovat tělesné tresty, byly zaváděny tresty peněžní a významnou roli začali hrát svědci, což bylo později také přejato do Krátké pravdy. Právní systém Ruské pravdy byl také ovlivněn tzv. Novgorodským obyčejovým právem. Jednalo se o systém norem a pravidel chování, který byl založen na obyčejích. Obyčejové právo bylo také typické pro raně středověké státy Evropy.
Ruská pravda obsahovala především normy trestního práva, ale zabývala se také jinými právními vztahy. Tento zákoník byl určen především nejvyšším vrstvám obyvatelstva – knížecí družině, a nezaměřoval se na společnost jako na celek.

### Veřejné právo
Podle Ruské pravdy se trestný činem rozuměla jakákoliv materiální, fyzická nebo morální újma. Rozlišovaly se trestné činy proti moci knížecí, vražda v hádce, loupežná vražda, újma na zdraví a také trestné činy proti cti a proti majetku. Bylo ustanoveno 5 druhů trestů. Trest smrti se ukládal pouze v případech trestných činů zrady a povstání. Pokud se provinilý dopustil trestného činu zbojnictví, drancování, žhářství nebo loupeže koní, tak byl uvržen do otroctví on i celá jeho rodina a jejich majetek byl zkonfiskován. Vražda se trestala peněžitým trestem.
Ruská pravda ukládala výši trestu na základě sociálního postavení poškozeného. Nejvyšší sazby se ukládaly v případech, kdy poškozenou osobou byli bohatý kupec, bojar nebo knížecí muž. Střední sazby se ukládaly v případě, že poškozenými osobami byli lidé ze sociální skupiny tvořené rolníky, nájemci a představiteli prostého lidu. Nejnižší skupinu tvořili lidé, kteří neplatili daně, jednalo se o nevolníky a otroky.
Soudy a soudci na Kyjevské Rusi neexistovaly a jejich roli zastávala jednotlivá knížata na svých knížecích dvorech. Nejvyšší soud představoval dvůr Velikého knížete ruského v Kyjevě. Později se také rozvinulo vrchnostenské soudnictví, což znamenalo, že bojarské rody soudily své podřízené sami. Soudní proces měl podle Ruské pravdy podobu souboje. Souboj žalobce a žalovaného bylo dávné zvykové právo, kterého se v Rusku užívalo až do počátku 16. století. Kromě toho se některé spory rozhodovaly tzv. „božím soudem“, jenž spočíval v tom, že se obžalovaný musel dotknout rozžhaveného železa nebo vařícího kruhu. Pokud po třech dnech nebyla zřetelná žádná zranění na ruce obžalovaného, tak byl osvobozen.

### Soukromé právo
Soukromé právo nejčastěji upravovalo smluvní vztahy mezi lidmi. Podle Ruské pravdy se pod pojmem „smlouva“ rozuměla dohoda dvou nebo i více stran. Touto smlouvou oběma stranám vznikala určitá práva a povinnosti, přičemž se právo vymáhalo nejenom na majetku dlužníka, ale i na jeho osobě samotné, na jeho ženě a dětech. Člověku, který zbankrotoval, tedy hrozilo, že se stane otrokem. Existovalo několik druhů smluv (smlouva upravující záměnu, koupi nebo prodej, výpůjčku nebo nájem). Tyto smlouvy se uzavíraly ústně a v souladu se zvykovým právem podle určitých formálních pravidel. Při uzavírání smluv byli vždy přítomni svědci.
V Ruské pravdě také existovalo poměrně mnoho norem, které upravovaly vlastnické vztahy a brala se v úvahu právní ochrana jak movitého, tak i nemovitého majetku.
V souvislosti s přijetím křesťanství v ruském právu existovaly také normy, které upravovaly uzavírání manželství. Vdávat se mohly ženy starší 13 let a ženit se mohli muži starší 15 let. Snoubenci se pro manželství museli rozhodnout svobodně, museli mít souhlas rodičů a nesměli si být navzájem příbuzní. Hlavou rodiny se stával otec, který měl právo prodat své děti do otroctví.
Součástí Ruské pravdy bylo také dědické právo. Bylo možné dědit jak ze závěti, tak ze zákona, ale dědicem se mohli stát pouze členové rodiny, respektive pouze manželští synové (nikoliv dcery nebo manželky). Podle Ruské pravdy měl nejvýhodnější postavení nejmladší syn.

## Ukázka právních ustanovení podle Ruské pravdy
Níže je uvedena ukázka vybraných článků z Krátké pravdy:
Článek 5:
Оже ли утнеть руку, и отпадеть рука любо усохнеть, то 40 гривенъ.
Jestliže (někdo někomu) utne ruku a ruka odpadne nebo uschne, pak (zaplatí) 40 hřiven.
Článek 12:
Аще кто поѣдеть на чюжемъ конѣ, не прошавъ его, то положити 3 гривнѣ.
Když někdo pojede na cizím koni, aniž by se zeptal (majitele), zaplatí 3 hřivny.
Článek 15:
Аже гдѣ възыщеть на друзѣ проче, а он ся запирати почнеть, то ити ему на изводъ пред 12 человѣка; да аще будеть обидя не вдалъ будеть, достоино ему свои скотъ, а за обиду 3 гривнѣ.
Jestliže bude někdo od druhého žádat (dlužné) peníze a on je bude zapírat, pak ať jde před izvod dvanácti mužů, a pokud (dlužník) klamal a (dluh) nevrátil, ať věřitel získá zpět své peníze a (ať je zaplacena) pokuta 3 hřivny.
Článek 37:
А оже украдуть чюжь песъ, любо ястребъ, любо соколъ, то за обиду 3 гривны
Když někdo ukradne cizího psa, jestřába nebo sokola, ať (zaplatí) pokutu 3 hřivny.
Článek 39:
Оже сѣно крадуть, то 9 кунъ; а въ дровехъ 9 кунъ.
Za krádež sena 9 kun, za dříví 9 kun.